# جين رايس

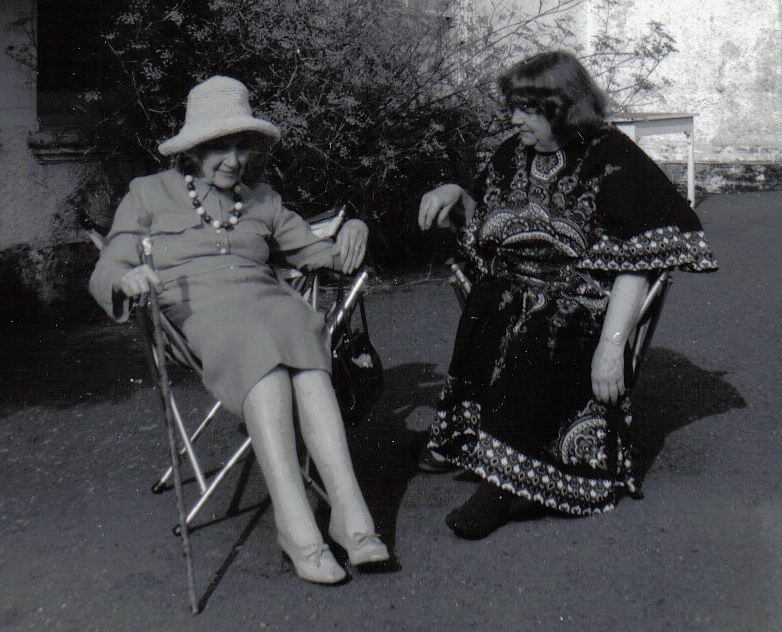

جين رايس (بالإنجليزية: Jane Rice)‏ (30 أبريل 1913، أوينسبورو في الولايات المتحدة - 2 مارس 2003، غرينزبورو في الولايات المتحدة)؛ روائية أمريكية.